# غيرترود ميني روبنز
غيرترود ميني روبنز (بالإنجليزية: Gertrude Minnie Robins)‏ (11 يوليو 1861 في المملكة المتحدة - 22 نوفمبر 1939)؛ كاتِبة وروائية بريطانية.

## روابط خارجية
- غيرترود ميني روبنز على موقع IMDb (الإنجليزية)